# Prostituição masculina

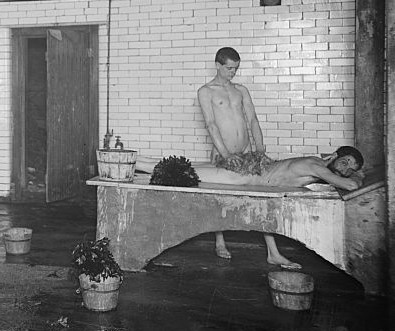
Prostituição masculina num banho turco nova-iorquino cerca de 1884.

A prostituição masculina é cada vez mais recorrente em diversas regiões do mundo, tanto em países desenvolvidos como a Espanha, onde por vezes os prostitutos, comumente chamados de gigolôs (termo que na América do Sul designa proxenetas), frequentemente vêm de países subdesenvolvidos ou em desenvolvimento, como o Brasil, até países africanos, onde mulheres e homens europeus praticantes de turismo sexual se tornam seus principais clientes por serem mais baratos que os imigrantes ilegais que atuam na Europa.

## História
A história da prostituição masculina remonta aos primórdios da prostituição. Mesmo a Grécia Antiga possuía também uma grande quantidade de πόρνοι / pórnoi, prostitutos. Uma parte deles trabalhava para uma clientela feminina, encontrando-se atestada a existência de gigolôs desde a Época Clássica. Na comédia Pluto, Aristófanes coloca em cena uma mulher de idade avançada que gastou todo o seu dinheiro num amante que agora a rejeita. Contudo, a maioria dos prostitutos trabalhava para uma clientela masculina.
Os jovens prostitutos no Período Edo do Japão foram chamadas de kagema. Seus clientes eram principalmente homens adultos.

### Prostituição e pederastia
O período durante o qual os adolescentes eram considerados desejáveis estendia-se entre a puberdade e o aparecimento da barba, constituindo a ausência de pêlos um elemento de erotismo entre os gregos. São mesmo conhecidos casos de homens que tinham como amantes homens mais jovens que se mantinham depilados.
Da mesma maneira que acontecia com a versão feminina, a prostituição masculina não era para os gregos objecto de escândalo. Os bordéis de rapazes existiam não apenas nas zonas do Piréu, Keramaikos, no monte Licabeto, mas um pouco por toda a Atenas. Um dos mais célebres destes jovens prostitutos é sem dúvida Fédon de Élis. Feito escravo durante a tomada da sua cidade, o jovem trabalhou num bordel até que Sócrates o conheceu, tendo o filósofo comprado a sua liberdade. O jovem tornou-se seu discípulo, tendo o seu nome sido atribuído a dos diálogos de Platão, o Fédon que narra os instantes finais da vida de Sócrates. Os prostitutos masculinos encontravam-se também sujeitos ao pagamento de uma taxa.

### Prostituição e cidadania
A existência de uma prostituição masculina em larga escala revela que os gostos pederásticos não estavam restritos a determinada classe social. Os cidadãos que não tinham tempo ou disponibilidade para seguir os rituais da pederastia (observar os jovens no ginásio, fazer a corte, oferecer presentes), poderiam recorrer aos prostitutos, que à semelhança das prostitutas encontravam-se protegidos pela lei contra as agressões físicas. Outra razão que explica o recurso à prostituição relaciona-se com os tabus sexuais: os gregos consideravam a prática do sexo oral como um acto degradante. Assim, numa relação pederástica o erastés (amante mais velho) não poderia pedir ao erómenos que praticasse este acto, reservado aos prostitutos.
Apesar do exercício da prostituição ser legal, era mesmo assim uma prática vergonhosa, encontrando-se associado aos escravos ou aos estrangeiros. Em Atenas tinha para um cidadão consequências políticas, nomeadamente a perda dos direitos cívicos (atimía). Na obra Contra Timarco, Ésquines defende-se dos ataques de Timarco com a acusação de este ter praticado a prostituição durante a juventude, devendo por isso ser excluído dos seus direitos políticos, como o de apresentar queixa contra alguém.

### Prostitutos e crime
Não é raro que prostitutos homossexuais mal intencionados estejam ligados à prática de crimes como chantagem, extorsão, roubo, agressões verbais ou físicas, e, até mesmo, homicídio, particularmente em sociedades ou países onde a homossexualidade é criminalizada ou socialmente desprezada. Casos dramáticos como as intrigas que levaram Oscar Wilde à prisão, à sua ruína e morte prematura, ou o brutal assassinato de Pier Paolo Pasolini, são exemplo disso. Muitas das suas vítimas são levadas ao suicídio. Em Portugal, a esse tipo de prostitutos chantagistas, na gíria, é dado o nome de arrebentas.

### Preços
Tal como no caso das mulheres, os preços cobrados pelos serviços variam consideravelmente. Ateneu refere-se a um rapaz que oferecia os seus serviços por um óbolo, mas o valor é considerado demasiado baixo. Estratão de Sardes, autor de epigramas, refere uma transação por cinco dracmas. Uma carta do Pseudo-Ésquines estima em 3000 dracmas o dinheiro ganho por um tal Melanopo, provavelmente durante toda a sua carreira.

### Roma Antiga
Passando-se para o caso da Roma Antiga, a moralidade romana já tinha mudado no século IV, quando Amiano Marcelino critica amargamente os costumes sexuais dos taifalos (em latim: Taifali, Taifalae ou Theifali), uma tribo bárbara que habitava entre os Cárpatos e o Mar Negro, de que fazia parte a pederastia ao estilo grego. Em 342 os imperadores Constantino II (r. 317–340) e Constâncio II (r. 337–361) introduziram legislação que castigava a homossexualidade passiva, possivelmente com a castração. Estas leis que foram ampliadas em 390 por Teodósio I (r. 378–395), condenando à fogueira todos os homossexuais passivos que se prostituíam em bordéis. Em 438, a lei passou a abranger todos os homossexuais passivos, e em 533 Justiniano (r. 527–565) passou a castigar todos os atos homossexuais com a castração e a fogueira.